# Fimbristylis oxystachya
Fimbristylis oxystachya är en halvgräsart som beskrevs av Ferdinand von Mueller. Fimbristylis oxystachya ingår i släktet Fimbristylis och familjen halvgräs. Inga underarter finns listade i Catalogue of Life.